# 武田信親
武田 信親（たけだ のぶちか）は、戦国時代の大名。若狭武田氏4代当主。室町幕府若狭国守護・相伴衆。大膳大夫と称した。官位は治部少輔。

## 略歴
長禄2年（1458年）、3代当主・武田国信の子として誕生。幼名は彦太郎。文明12年（1480年）、室町幕府第9代将軍・足利義尚の御相判衆に任じられた。
なお、死去の年代をめぐり以下の2説があり、それに伴い事跡も異なる。

### 文明17年没とする場合
父の存命中に家督を譲られていたが、文明17年（1485年）に父に先立ち没した。家督は弟・元信が継いだ。文明14年（1482年）に信親が建立した栖雲寺に墓所が存在する。

### 永正11年没とする場合
延徳3年（1491年）に父が死去したため家督を継いで4代当主となる。
明応元年（1492年）、10代将軍・足利義稙による第二次六角征伐が始まると、信親は六角高頼を破るのに武功を挙げた。このため、義稙に重用されるようになり、義稙が京都から追放された後も義稙に従った。永正5年（1508年）、大内義興によって義稙が復権してくると、義稙に従い、足利義澄を奉じる六角高頼と戦って勝利した。
永正11年（1514年）に死去。享年57。法名は宗鉄。跡を子の元信が継いだ。

## 外部
- 若狭武田氏(栖雲寺)
- 福井県史 年表（1485年）
- 福井県史 年表（1514年）